# Famille de Beauvoir de Marc
Pour les articles homonymes, voir Beauvoir et Marc.
La famille de Beauvoir de Marc est une famille éteinte de la noblesse française originaire du Viennois, d'extraction chevaleresque, dont une commune porte ce nom aujourd’hui (département de l’Isère).
Les premiers seigneurs châtelains de Beauvoir s'établirent sur le vaste territoire de la forêt de Marc au XIe siècle lors du découpage féodal des mandements issus de la période carolingienne en établissant des châteaux sur mottes.
Les membres de cette famille furent les représentants du pouvoir ecclésiastique comtal de Vienne partagé avec les comtes de Mâcon et de Vienne, ainsi qu'avec les comtes d'Albon puis dauphins de Viennois, en particulier du fait de leur fonction de mistral des comtes de Vienne du XIIe au XIVe siècle.
Ils favorisèrent la création de L'abbaye de Bonnevaux, 7e fondation de Citeaux, par Gui de Bourgogne, archevêque de Vienne en 1117, à Saint-Symphorien-de-Marc ; nombre de Beauvoir épousèrent comme la plupart des grandes familles nobles la vie ecclésiastique ou monastique comme profession ou à la fin de leur vie, participant également aux premières croisades.
La délimitation de leurs possessions allait du sud de Revel à Brézins et de Fallavier à Ruy au nord.
La famille de Beauvoir de Marc prit ensuite le nom de Beauvoir de Villeneuve de Marc à la fin du XIIIe siècle, ceci jusqu'à la fin du XVe siècle, période à laquelle la dernière descendante de Beauvoir épousa un noble de Virieu qui repris et transmis les armes et les fiefs de la maison de Beauvoir sous le nom de Virieu-Beauvoir, famille subsistante de la noblesse française.

## Histoire

### Origines
Les origines de la famille de Beauvoir de Marc ont fait l'objet de multiples hypothèses, la plus commune étant l'erreur commise par les historiens et reprise de façon successive, par la mention d'un Ralgaldis ou Ragaldis originel correspondant en fait à la belle-mère, Aldagardis, de Burnon de Beauvoir par recopie du manuscrit de Nicolas Chorier : « donation faite à Girard, Abbé de St-Pierre de Vienne par Ralgaldis et par Burnon son fils, Burnon de Beauvoir son gendre », cet acte étant à rapprocher de celui cité par le chanoine Ulysse Chevalier dans le Regeste Dauphinois : «1077. Adalgardis, son fils Burnon, ses gendres Burnon de Beauvoir-de-Marc, (Bello Videré) et Nantelme de Chandieu avec ses filles leurs épouses et les chevaliers intéressés donnent au monastère de St-Pierre l'église de Saint-Pierre à Primarette au pagus de Vienne et la chapelle du château de Revel ».
L'historien Gustave de Rivoire de La Bâtie, dans son Armorial de Dauphiné (1867) fut le premier à envisager une famille proche des Bosonides étant à l'origine de la famille de Beauvoir, à savoir celle des vicomtes de Vienne en nommant le petit-fils du vicomte de Vienne Ratburne II (945-977), Bérilon, décédé après 1036, frère d'Hector ayant fait la guerre à l'archevêque Léger, comme tige des de Beauvoir de Marc.
Joseph Cottaz dans son ouvrage sur l'histoire de Beauvoir-de-Marc en 1963, formula une autre origine, depuis un Domnus Ervisius mentionné avec ses fils Siboud et Rostaing en 1023 dans la charte 31 du Cartulaire de Saint-André-le-Bas concernant des biens à Moidieu et Meyrieu sous l'épiscopat de Burchard de Vienne.
Enfin, d'après le chanoine Pierre Cavard, dans  son ouvrage manuscrit La noblesse viennoise de la boutique au manoir rédigé en 1963 , une filiation depuis les vicomtes de Vienne existe sur une terre dite bérilonique depuis le premier vicomte de Vienne Berilon en 896, décrite ainsi dans le Regeste dauphinois : « 28 janvier 1083. Bérilon, sa femme. Adalsende et ses fils cèdent en alleu au monastère de St- André et à l'abbé Humbert, avec l'assentiment de leurs chevaliers, tout l'héritage qu'avaient tenu Barnard, prêtre de Moydieu, et son fils Garnier, d'Artaud, père de Bérilon et de lui-même ; cette terre, dite bérilonique, se trouve dans l'intérieur et autour de la villa de Moydieu. L'abbé donne à Bérilon 500 sols, au chanoine Rostaing qui comptait avoir cet héritage 115 sols ».

### AuxXeetXIesiècles
La fin du règne des Bosonides sur la Provence et l’Italie d'Hugues d'Arles, puis de son fils Lothaire, se poursuivit par un effacement de l’autorité royale au sein du comté de Vienne incorporé au Saint-Empire romain germanique lors de la disparition du roi de Bourgogne Rodolphe III en 1032, et offrit à contrario la possibilité d’implantation de nombre de familles seigneuriales se dotant de titres comtaux. Ainsi, au côté des comtes d’Albon, futurs dauphins de Viennois apparaissent à la fin du XIe siècle, les Beauvoir de Marc. Ces seigneurs de Beauvoir puis de Villeneuve de Marc se fixent sur ce territoire du Viennois pendant quatre siècles.
Ils s'implantent autour de mottes castrales fortifiées à type de castrum, puis de châteaux forts ou castellum qui apparaissent comme des marques territoriales, des lieux  de défense, mais également de pouvoir politique et économique dans l'exploitation des ressources locales et la circulation des biens. Au XIIe siècle, le comté de Vienne comportait environ soixante-dix châteaux, alors qu'en 1050, il n'en comptait que quatorze, la plupart construits sur des mottes castrales antérieures à la fortification, dont celui de Beauvoir de Marc. Ces seigneurs occupent durant cette période les régions du Viennois correspondant au espaces géographiques du Bas-Dauphiné actuel de Bièvre-Valloire, Liers, Bonnevaux et Terres froides.
Le chanoine de Vienne Rostaing, premier nommé de Beauvoir, est le frère d'Artaud, seigneur de Pressins et oncle de Bérilon d'après l'acte : « Vers 1083. Donation faite à l'église de St-Maurice de Vienne par le chanoine Rostaing, du consentement de son frère Artaud, des biens qu'il avait à Reventin, avec la signature de l'archevêque ».
En 1088, le chanoine Rostaing et ses autres frères nommés Ervisus, qui donnera une branche de Beauvoir à Pusignan, Sieboud, doyen de la cathédrale Saint-Maurice de Vienne (1101) et Burnon de Beauvoir de Marc rendent au monastère de St-André et à l'abbé Humbert la chapelle de Septème,.

### AuxXIIeetXIIIesiècles
En 1117,  Sieboud, chevalier de Beauvoir, du conseil de sa femme Pétronille et de ses fils, fait un don pour l'abbaye de Bonnevaux à l'abbé de Cîteaux Étienne, pour l'âme de son père, le chevalier Burnon.
L'abbaye de Bonnevaux, 7e fondation de Citeaux, fut fondée par Gui de Bourgogne, archevêque de Vienne en 1117, à Saint-Symphorien-de-Marc, aujourd'hui Villeneuve-de Marc, l'année qui précéda son élévation au siège pontifical sous le nom de Calixte II.
Cette famille fut particulièrement dotée du rôle de mistral des comtes de Vienne comme l'a développé Paul Thomé de Maisonneufve en 1929 : «Quoique donnée à des gens de condition noble, les fonctions de mistral étaient assez secondaires et se bornaient à la perception de revenus fixes ou autres du seigneur et à la surveillance du châtelain, elles ne se rencontraient que dans le Dauphiné. La mistralie était répartie entre l’archevêché de Vienne, les dauphins et les comtes héréditaires de Mâcon. Les dauphins du Viennois avaient également pour but d'éloigner la famille de Beauvoir de celle des ducs de Savoie, ce qui prit fin vers 1321 ». Drodon de Beauvoir fut le premier mistral après 1155 jusqu'à Aymaret à l’origine de la branche de la famille de Villeneuve de Marc après 1310  et Guigues de Beauvoir, chanoine de Vienne, seigneur de Beauvoir-de-Marc en 1319 .
Les alliances sont réalisées avec les principales familles du Viennois, à savoir celles de La Tour du Pin, Alleman, de Sassenage, de Bocsozel, de Virieu, de Coligny, de Grolée, de Rivoire, d'Anthon.
Guillaume de Beauvoir, seigneur de Pinet, Fallavier, Septème, l'an 1203, se reconnut vassal d'Albert II, seigneur de La Tour du Pin, pour la terre de Pinet, en présence d'André Dauphin et de sa mère la duchesse Béatrix.
En 1239, ce même Guillaume avait engagé pour 3000 sols le château de Septème et ses dépendances à Béatrix de Montferrat, comtesse de Vienne et d'Albon, et à son fils Guigues dauphin, et reconnu les tenir en fief d'eux.
En 1250, son fils Guillaume de Beauvoir de Marc, seigneur de Fallavier, rachète le château de Fallavier des seigneurs de la Tour, grâce à l'aide et la somptuosité de Pierre, frère d'Amédée comte de Savoie et le donne la même année à Pierre de Savoie qui le lui rend en fief.
En septembre 1250, un traité est signé entre Pierre de Savoie et Albert III, seigneur de la Tour, et son fils Albert, par l'entremise de Guillaume V de Mâcon, comte de Vienne. Albert prend en fief de Pierre le château de la Tour, sauf l'hommage dû à l'abbesse de St Pierre de Lyon, dont Pierre pourra acquérir les droits, avec l'aide d'Albert. Pierre aura aussi dans 3 ans le château de Bourgoin, après avoir remboursé de leurs dépenses Pierre de Granson et Guillaume Chabut, et encore celui de Fallavier, après avoir rendu ses deniers à l'évêque de Clermont (Guy de la Tour). Pour le château de Saint-Jean-de-Bournay, Pierre prendra avis de Guillaume de Beauvoir.
En 1254 un compromis est réalisé entre le cousin de Guillaume de Beauvoir, seigneur de Fallavier, à savoir Guillaume dit Jean, seigneur de Beauvoir, chevalier, et Albert III, seigneur de la Tour, et ses fils, Albert et Hugues sénéchal de Lyon, au sujet du château et mandement de Saint-Jean-de-Bournay, et des fiefs de Beauvoir et Pinet.
Le 29 décembre 1277 est réalisée une vente par Drodon de Beauvoir, fils de Guillaume, seigneur du dit lieu, à Humbert, seigneur de la Tour et de Coligny, du château de Saint-Jean-de- Bournay, au prix de 400 livres ; il lui en fait hommage et en est investi. Humbert renonce à la donation au cas où son fils irait à l'encontre de ses volontés . Le même jour, Drodon lui jure fidélité et promet de faire pour lui tout ce que doit un homme lige et fidèle vassal, reconnaissant tenir de lui en fief lige les châteaux de Beauvoir, Pinet, Villeneuve, Montrevel et la Palud.
Le 25 janvier 1286, à Paris, Philippe, roi de France, pour éviter la prolongation de la guerre entre Robert II, duc de Bourgogne, et Humbert seigneur de la Tour et son épouse Anne, à l'occasion de la succession d'André, jadis dauphin de Vienne et comte d'Albon, à qui succédèrent Guigues et Jean, leur fait signer la paix en sa présence. Le duc exigeant la restitution des châteaux de Pinet et de Villeneuve à son allié Adémar de Beauvoir, frère de Drodon.

### AuXIVesiècle
Le 8 septembre 1306, Drodon, seigneur de Beauvoir-de-Marc et son fils Guigues signent un pacte avec Humbert dauphin de Viennois, ses fils Jean Dauphin, comte de Gapençais, et Guy Dauphin, en guerre contre Amédée V, comte de Savoie.
Le 4 mars 1310, Jean dauphin et Amédée V approuvent la trêve ordonnée entre eux par Guillaume III, comte de Genève, et Hugues Dauphin, seigneur de Faucigny en présence d'Aymar de Beauvoir de Villeneuve de Marc, demi-frère de Drodon.
À Brescia, le 17 juillet 1311, ordonnance est faite par Henri VII, roi des Romains, sur la demande d'Amédée V, comte de Savoie, en présence de Guigues, seigneur de Beauvoir, fils de Drodon, de Jean dauphin, comte de Vienne et d'Albon, seigneur de la Tour : la trêve conclue par l'entremise d'Agnès, duchesse de Bourgogne, est prorogée selon le traité passé entre Voiron et Moirans (4 mars 1310). Si un nouveau traité n'est pas conclu, le roi ordonne qu' Aymar de Beauvoir, seigneur de Villeneuve et autres, au nom du dauphin, entrent dans la ville de Vienne et jurent de rechercher tous les moyens pour arriver à la paix.
Le 25 janvier 1318, un hommage est prêté à Amédée V, comte de Savoie, par noble Amédée de Beauvoir, fils de feu Aymar, pour le château et terre de Villeneuve-de-Marc, avec son mandement, et pour le château de la Palud, au diocèse de Belley, le lieu des Abrets au diocèse de Vienne, et tout ce qu'il avait à Ruy et à Bourgoin.
Le 27 septembre 1319, est réalisé un échange entre Guigues, seigneur de Beauvoir-de-Marc, fils de Drodon, et Henri Dauphin, élu évêque de Metz, régent du Dauphiné, de ses droits sur la mistralie de Vienne contre la bâtie de Geyssans, à charge d'en faire hommage, et aussi du château de Dionay.
Le 26 août 1327, requête est faite au dauphin Guigues VIII, comte d'Albon et de Vienne, par Guigues, seigneur de Beauvoir, et Isabelle d'Anthon, son épouse, pour qu'il lui plaise de restituer par Hugues de Genève le château de Gourdans qui leur avait été pris lors des guerres du Dauphin avec le comte de Genève.
À Romans, le 15 avril 1345, le dauphin Humbert II, pour s'acquitter d'une rente de 300 florins qu'il avait promise par transaction à Amédée de Beauvoir, chevalier, en paiement de portion prétendue par celui-ci sur les terres de Beauvoir-de Marc et Pinet, lui donne les château ou bastide de Geyssans et de Reculais et plusieurs rentes à Peyrins et à Génissieux, jadis à Arnaud d'Izerand, dont il vient de satisfaire par son trésorier Jacques de Die.
Le 16 août 1347 est réalisé le compte des sommes versées par Aymar de Beauvoir, frère d'Amédée et de Drodon, pour la prix du château des Avenières, qui lui a été vendu 6000 écus d'or.
Ce château fut racheté par le Comte Amédée VI de Savoie en 1377; il consentit alors une hypothèque sur celui-ci et mandement à Amédée de Beauvoir, fils de feu Aymar, chevalier, seigneur de La Palud en 1356, en garantie d'une somme de 8160 florins d'or qu'il lui devait pour ce rachat.

### AuXVesiècle
Le fils d'Amédée, Aymar de Beauvoir de Villeneuve de Marc, seigneur de La Palud, eut cinq fils et deux filles de Marguerite de Grolée qui n'eurent pas de descendance masculine.
François de Beauvoir de Villeneuve de Marc, chevalier, seigneur de Villeneuve-de-Marc, seigneur de Brézins et Varacieux, sieur de la Palud, après l'avènement de Louis XI au trône, fut poursuivi, ainsi que son frère, Amédée, pour avoir abandonné le parti de ce prince alors qu'il n'était encore que dauphin. Le Parlement de Grenoble, par arrêt du 30 juin 1463, le condamna au bannissement et prononça la confiscation de ses biens, qui furent saisis le 26 septembre suivant. Cependant, en considération de ce qu'il était venu jusqu’à Anse, en Lyonnais, pour y servir volontairement le roi contre ses ennemis, à la suite de quoi son beau-frère, Soffrey Alleman, et Robert de Malortie, lieutenants-généraux des troupes levées en Dauphiné, l’avaient renvoyé en lui confiant, en leur absence, la garde de cette province, et aussi en raison de ce que sa sœur, Claude de Beauvoir, épouse du susdit Soffrey Alleman, lieutenant-général en Dauphiné, et dame d'honneur de la reine Charlotte de Savoie, s'était interposée en sa faveur, le roi Louis XI, par lettres du 28 octobre 1466, lui accorda sa grâce et lui restitua ses biens confisqués. ll fut enterré dans l'église de l'abbaye de Bonnevaux, où se trouvait le tombeau de ses ancêtres, qui avaient été les principaux bienfaiteurs de ce monastère. François de Beauvoir, qui avait épousé Aimée ou Mye de Talaru, ne laissait qu'une fille , Antoinette, mariée par contrat du 04 août 1460 à Siboud III de Virieu, seigneur de Faverges. Il testa le 28 juillet 1477, et après avoir institué pour son légataire universel François de Virieu-Beauvoir, son petit-fils, auquel il imposa de porter son nom et ses armes, et mourut le 31 de ce même mois de juillet ,.

## Généalogie

### de Beauvoir de Marc
- Burnon de Beauvoir de Marc  † avant 1117, chevalier, seigneur de Beauvoir de Marc x avant 1077 avec la fille de Drodon de Revel et d'Adalgarde, dame de Revel et de Primarette.
  - Geofroy ou Gaufredus, † après 1100.
  - Siboud, vers 1080, † après 1047, seigneur de Beauvoir x Pétronille , vers 1090.
    - Burnon, moine.
    - Guilllaume, moine. Religieux à l'abbaye de Bonnevaux, † après 1135.
    - Bornon, † après 1171, marié avec Béldia.
    - Drodon, † après 1147.
    - Siboud, seigneur de Beauvoir, † avant 1164 x Maria, † après 1191.
      - Drodon, mistral des comtes de Vienne, archidiacre de Lyon, élu de Lyon, archevêque de Lyon (1164), † après 1191.
      - Guillaume, † 7/04/1191, seigneur de Beauvoir x Clémence de Pinet, † après 7/04/1191.
        - Drodon, croisé (3e croisade) , † après 1189 x avant 1189 Alix de La Tour du Pin, dame du château de St-Jean-de-Bournay, † après 03/1248, remariée vers 1200 avec Bertrand Raimbaud de Royans.
        - Guillaume, seigneur de Pinet (1203) , Fallavier, Septème, mistral des comtes de Vienne, † après 08/1243 x avant 11/01/234 Alisia de Falavier.
          - . Guillaume, † avant 07/1266, seigneur de Fallavier marié avec Briande.
            - Guillaume, † après 16/12/1290, seigneur de Beauvoir.
              - Draconet, † après 27/10/1298.
                - Siboud, † après 27/10/1298.

            - Amphélise, † avant 08/1275 x Ogier d'Ampuis † après 08/1275.

        - Clémence, † après 25/02/1234 x Gaspard de Chaponnay, chevalier, † 1232.
        - Siboud, † après 07/1242, seigneur de Beauvoir, Septème et Pinet, mistral de Vienne, x Sibille de La Tour  du Pin , † après 1242.
          - Drodon, † après 23/09/1254, chanoine de Vienne (1254), diacre (1194).
          - Marguerite, † vers 10/03/1273 x vers 1225 Guigues Alleman, vers 1180, † avant 1249, seigneur de Valbonnais et de Champ, veuf de Marie de Grolée, puis x vers 1249 Jacelme de Grolée † après 1250, chevalier et seigneur de Grolée.
          - Hugues, † après  1242.
          - Siboud, † après 1242, seigneur de Septème.
          - Audisia, † après 12/1277 x Guillaume de Chabut, † après 06/1254, seigneur de St-Trivier en Dombes.
          - Guillaume dit Jean † 12/1277, croisé, seigneur de Beauvoir, Septème et Pinet, mistral des comtes de Vienne x avant 04/1259 Alix de Virieu
            - Guillaume, † après 30/12/1279, chevalier, novice dans l'ordre des frères Mineurs.
            - Siboud, † après 15/02/1283, chanoine de Romans.
            - Guy ou Guigues, † après 04/1295, chanoine de Vienne, mistral des comtes de Vienne.
            - Robert, † après 1277, destiné à être Templier.
            - Albert, † après 1277.
            - Béatrix, † après 1277.
            - Giraude, † après 1277 x Guillaume de Palagnin, † après 07/08/1298.
            - Marguerite, † après 12/1279 x Albert II de Sassenage, avant 1232, † avant 12/1279, prince de Sassenage, coseigneur d’Izeron.
            - Alix, † après 07/03/1321 x Guiffred de Miolans, † avant 07/03/1321, seigneur de Morestel.
            - Drodon, † après 8/09/1306, seigneur de Beauvoir-de-Marc, mistral des comtes de Vienne.
              - Guigues , † après 9/12/1333, chanoine de Vienne, seigneur de Beauvoir et Pinet, mistral des comtes de Vienne x 1304 Isabelle d’Anthon, † après 04/09/1343.
              - Siboud, † après 02/1291 x vers 07/1288 Jeanne de Bocsozel, † après 24/08/1301.
              - Marguerite, † après 9/12/1333 x vers 1305 Rollet d' Entremont , † après le 5/05/1334.

          - Guillaume dit Jean, † 12/1277 x après 1259 Alix Vallone de Bocsozel , † après 10/1266.
            - Aymar ou Adémar de Beauvoir de Villeneuve de Marc, † après 04/03/1310, chevalier, seigneur de Villeneuve de Marc, de Pinet et de la Palud, mistral des comtes de Vienne.

### de Beauvoir de Villeneuve de Marc
- Aymar ou Adémar de Beauvoir de Villeneuve de Marc, † après 04/03/1310, chevalier, seigneur de Villeneuve de Marc, de Pinet et de la Palud, mistral des comtes de Vienne x Clémence de Jarez, vers 1275
  - Catherine, † après 17/12/1342 , dame de Morestel.
  - Drodon, † après 9/07/1347, chanoine de Lyon et de Vienne.
  - Aymar, † après 16/08/1347, seigneur de Beauvoir de Marc.
  - Alice, † après 1327, dame de Lignon x avant 1324 avec Robert de Roussillon, chevalier, après 1290, † après 1362, seigneur de Veauche et de Lignon.
  - Amédée, † après 9/07/1347, seigneur de la Batie Geyssans, de Villeneuve-de-Marc et de la Palud, chevalier x Jacquette de Vaux, † après 1355.
    - Béatrix, † vers 1364, dame de Châteaufort et de Geyssans x 14/04/1357 Geoffray de Chaste, après 1309, † avant 12/04/1382, seigneur de Chaste, de Crépol, La Motte-de-Galaure, de Geyssans, Génissieux et de Peyraud, chevalier.
    - Jeanne x avant 1355 avec Briand III de Retourtour vers 1312, † 20/08/1379, chevalier, baron de Mahun, seigneur de Beauchastel, Désaignes, Dunières, Saint Just, coseigneur de Montfaucon : puis succession dans la famille de Tournon
    - Clémence, † après août 1378 x 1357 Arthaud de Chandieu, † après août 1378, seigneur de Chandieu et de Ruy.
    - Aymar, † après 1356, seigneur de la Palud x vers 1350 avec Marguerite de Coligny, † après 1389, dame d’Andelot.
      - Bonne, x Pierre de Rivoire, †après 1381, maréchal de Savoie, seigneur de La Bâtie-Montgascon.
      - Amédée, seigneur de Villeneuve de Marc et de la Bâtie-Geyssans x vers 1375 Guigonne de Virieu, † après le 04/02/1414.
        - Marguerite, † après le 19/11/1411, x François de Bocsozel, † avant le 19/11/1411, chevalier, seigneur de Maubec.
        - Aymar, † en août 1424 à la bataille de Verneuil, soutenue contre les Anglais, seigneur de la Palud x vers 1400 Marguerite de Grolée.
          - Humbert, † après 1498, commandeur de l'ordre militaire de St-Jean-de-Jérusalem , commandeur de Courteserre et de Bellecombe.
          - Jean, † après 1500, chanoine.
          - Gaspard, † après 1500.
          - Amédée, † avant 1477, seigneur de Brézins et Varacieux, sieur de la Palud x  Louise, † après 1477 sans descendance ; et d’une union inconnue : Hélène, † après 1477, et Marguerite, † après 1477.
          - Aymare † après 1470, prieure de l’abbaye dominicaine de Montfleury.
          - Claude, † après le 14/12/1462, dame de St- Romans, dame d'honneur de la reine Charlotte de Savoie, mariée avec Soffrey Alleman, † après le 14/12/1462, seigneur d'Uriage, Châteauneuf-de-l’Albenc, Tullins, chambellan du RoI, lieutenant et maréchal en Dauphiné, ambassadeur du roi Louis XI, à Rome.
          - François, † 31/07/1477, chevalier, seigneur de Villeneuve-de-Marc, seigneur de Brézins et Varacieux, sieur de la Palud x  Mye de Talaru.
            - Antoinette, † après 28/12/1491 x par contrat du 04/08/1460 à Siboud III de Virieu, † après le 29/12/1491, seigneur de Faverges et de la Crotte
              - François de Virieu-Beauvoir, † après le 11/09/1531, seigneur de Faverges, de la Palud, de Villeneuve- de Marc, de Brézins, de Varacieux x par contrat du 15/12/1504 Jeanne de La Tour de Sassenage, veuve d’Aimar Alleman, seigneur de Rochechinard.

## Étymologie et Héraldique
Concernant l’étymologie des noms médiévaux et leur traduction latine, les sceaux de la maison de Beauvoir sont, pour Guillaume, en 1223: Sigillum Willelmi domini de Belveer ; Siboud, en 1230 : Sigillum Siboudi de Bellovidere; Jean, en 1235, enfin, emploie l'expression de Bellovisu.
Joseph Roman cite :« L'exemple qu'on peut tirer des sceaux de la famille de Beauvoir est surtout décisif. En 1223, Guillaume de Beauvoir, cavalier armé de toutes pièces sur un cheval au pas à gauche, portant un écu et l'épée haute.».

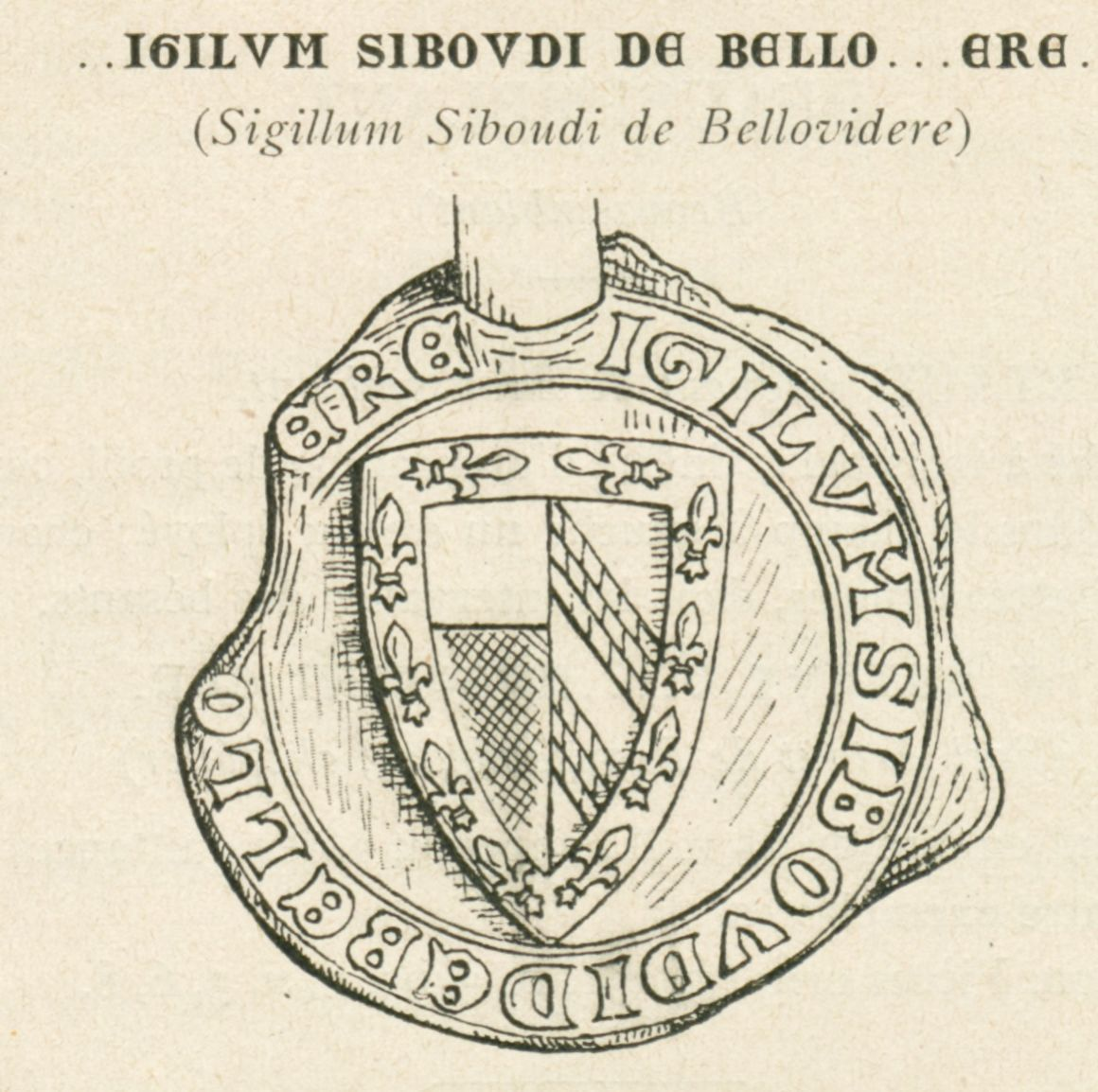
Sceau de Siboud de Beauvoir en 1230, par Joseph Roman en 1913

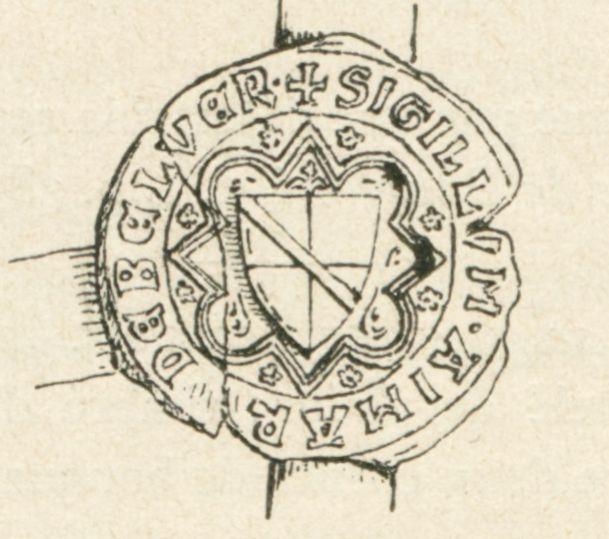
Sceau d’Aymar de Beauvoir en 1290, par Joseph Roman en 1913

« En 1230, Siboud de Beauvoir porte un sceau des plus intéressants à type d'écu parti, le premier coupé de plains, le quartier de la pointe strié en losange (moitié de l'écartelé de Beauvoir), le deuxième à deux bandes échiquetées de trois tires (Septème), le tout dans une bordure chargée de dix fleurs de lys. c'est peut-être le plus ancien exemple que l'on connaisse d'un parti, c'est-à-dire de deux demi armoiries accolées. Ce parti offre dans le cas présent un intérêt tout particulier puisqu'il est composé des armoiries juxtaposées des deux terres de Beauvoir et de Septème.». La famille de Beauvoir venait d'hériter de cette dernière depuis peu d'années. Quant à la bordure fleur de lys qui entoure l'écusson, l'auteur signale en ignorer la raison.
En 1235, Jean de Beauvoir : seigneur de Septème, représenté par un cavalier sur un cheval au galop à droite, portant l'épée haute et un bouclier triangulaire sur lequel on voit trois bandes sous un chef . En 1250 : Guillaume de Beauvoir : écu à 2 filets écartelé, les deux troisièmes quartiers striés en losange et brisé d'un filet en bande.
« En 1290, Aymar (sceau ci-dessus) seigneur de Beauvoir, damoiseau : écu écartelé de plains, une bande brochant sur le tout; dans un encadrement de quatre angles et quatre hémicycloïdes alternés, cantonnés de fleurettes et de quintefeuilles. Ces exemples démontrent que, pendant la plus grande partie du XIIIe siècle, les armoiries sont restées territoriales et impersonnelles, et que le seigneur qui les portait en était seulement l'usufruitier».
Ceci contredit l’habitude usuelle d’associer pour des rameaux souvent bien différents d’une même famille des représentations seigneuriales similaires, en l’occurrence sur des siècles d’Histoire.

## Branches
En complément de cette descendance, deux branches sont citées issues du tronc originel de Beauvoir.

### Famille de Maugiron
Humbert de Terrebasse, dans son ouvrage Histoire et généalogie de la famille de Maugiron en Viennois, 1257-1767 (1905) écrit : « Les premiers Maugiron, signalés dans des actes, gravitaient à Chamboud, à Pinet, à Septême, à Meissiez et jusque dans les fossés du château de Beauvoir-de-Marc, dans l'orbite des puissants seigneurs de la maison de Beauvoir à ranger au nombre des leudes venus de Lorraine et de Germanie, au IXe siècle, avec Boson, roi de Vienne et de Bourgogne, parmi lesquels se dérobent les ancêtres des grandes familles dauphinoises devenues plus ou moins indépendantes, après la ruine de ce royaume, à l'exemple des Guigue dauphins et comtes d’Albon ».
Concernant le blason de Beauvoir, l'auteur ajoute que la disposition de celui-ci présente une certaine analogie avec celle de l'écu des Maugiron, dont l'ordonnance et les émaux peuvent figurer une brisure greffée sur la précédente qui serait une modification de l'écartelé d'or et de gueules des Beauvoir, auquel s'ajoute, parfois, une bordure de sable, et caractériserait un enfant naturel, dont l'auteur appartiendrait à une branche cadette de cette maison. Ainsi l'identité du prénom, commun à Guillaume de Beauvoir et à Guillaume de Maugiron, conforme aux traditions de l'ancien lignage, est une présomption favorable à cette conclusion. Le premier Maugiron, sorti d’un mauvais giron, du côté gauche, aurait bien emprunter ce surnom, devenu nom patronymique. Ils deviennent à leur tour seigneurs d’Ampuis, de Leyssins et de Beauvoir-de-Marc à la suite de Guillaume I de Maugiron, damoiseau , dans un hommage rendu par lui à l'Église de Vienne, le 23 septembre 1257, entre les mains de l'archevêque Jean de Bernin , pour les biens qu'il possédait à Chambou, mas situé à l'entrée de la vallée de la Suze, petit affluent de la Gère, dépendant de la seigneurie de Pinet, en Viennois. Gouverneurs de diverses places, conquises en Savoie et en Piémont, des villes de Lyon et de Vienne, baillis du Viennois, sénéchaux du Lyonnais, du Valentinois, du Gévaudan, de la Marche, les Maugiron deviennent, aux XVIIe et XVIIIe siècles, officiers de cavalerie et d'infanterie et, successivement, mêlés à toutes les guerres, colonels de régiments dont plusieurs ont porté leur nom, maréchaux des camps et lieutenants généraux des armées du roi. Gustave de Rivoire de La Bâtie dans l'Armorial de Dauphiné détaille les principaux membres de cette famille sans citer de lien avec la famille de Beauvoir de Marc.

### Famille de Beauvoir du Roure
Elle commence selon Louis de La Roque par le mariage de Guillaume de Beauvoir, chevalier originaire du Dauphiné qui passa le Rhône et s'établit en Gévaudan et qui possède la terre du Roure depuis 1263 par le mariage vers le milieu du XIIIe siècle avec Gertrude, dame du Roure.
Jacques de Beauvoir du Roure, dans Journal de Jacques de Beauvoir du Roure : la vie d'un gentilhomme de l'Uzège et les événements en Vivarais au cours du XVIIe siècle (1985), fait remonter la filiation  à Guillaume de Beauvoir avec Alix de la Garde en 1042.

## Possessions
Liste non exhaustives des possessions tenues en nom propre ou en fief de la famille de Beauvoir :
- Château de Beauvoir de Marc
- Château d'Eyzin-Pinet
- Château de Septème
- Château de Fallavier
- Château de Charantonnay
- Château de Gourdans
- Château de Saint-Jean-de-Bournay
- Château de Dionay
- Château de Villeneuve de Marc
- Château de Montrevel
- Château de la Palud, à Châtillon-la-Palud
- Château des Avenières à Les Avenières
- Château ou bastide de Geyssans
- Château de Reculais à Arthémonay

### Regeste dauphinois(1912-1926)
1. ↑  Regeste dauphinois, p. 374, Tome 1, Fascicules 1-3, Acte no 2169 (lire en ligne).
2. ↑  Regeste dauphinois, p. 407-408, Tome 1, Fascicules 1-3, Acte no 2369 (lire en ligne).
3. ↑  Regeste dauphinois, p. 407, Tome 1, Fascicules 1-3, Acte no 2364, lire en ligne.
4. ↑  Regeste dauphinois, p. 406, Tome 1, Fascicules 1-3, Acte no 2363, lire en ligne
5. ↑  Regeste dauphinois, p. 540, Tome 1, Fascicules 1-3, Acte no 3161, lire en en ligne
6. 1 2  Regeste dauphinois, p. 395, Tome 4, Fascicules 10-12, Acte no 20571, lire en ligne
7. ↑  Regeste dauphinois, p. 325, Tome 2, Fascicules 4-6, Acte no 7737, lire en ligne
8. ↑  Regeste dauphinois, p. 487, Tome 2, Fascicules 4-6, Acte no 8627, lire en ligne
9. ↑  Regeste dauphinois, p. 491, Tome 2, Fascicules 4-6, Acte no 8671, lire en ligne
10. ↑  Regeste dauphinois, p. 550, Tome 2, Fascicules 4-6, Acte no 9039, lire en ligne
11. ↑  Regeste dauphinois, p. 19, Tome 3,Fascicules 7-9, Acte no 11788, lire en ligne
12. ↑  Regeste dauphinois, p. 20, Tome 3, Fascicules 7-9, Acte no 11789, lire en ligne
13. ↑  Regeste dauphinois, p. 213, Tome 3, Fascicules 7-9, Acte no 12935, lire en ligne
14. ↑  Regeste dauphinois, p. 846, Tome 3, Fascicules 7-9, Acte no 16921, lire en ligne
15. ↑  Regeste dauphinois, p. 7, Tome 4, Fascicules 10-12, Acte no 17690, lire en ligne
16. ↑  Regeste dauphinois, p. 56, Tome 4, Fascicules 10-12, Acte no 18002, lire en ligne
17. ↑  Regeste dauphinois, p. 312, Tome 4, Fascicules 10-12, Acte no 19959, lire en ligne
18. ↑  Regeste dauphinois, p. 784, Tome 4, Fascicules 10-12, Acte no 23577, lire en ligne
19. ↑  Regeste dauphinois, p. 341, Tome 6, Fascicules 16-18, Acte no 33558, lire en ligne
20. ↑  Regeste dauphinois, p. 614, Tome 6, Fascicules 16-18, Acte no 35330, lire en ligne